# Нижнеиртышское сельское поселение
Нижнеиртышское се́льское поселе́ние — муниципальное образование в Саргатском районе Омской области Российской Федерации.
Административный центр — село Нижнеиртышское.

## История
По переписи 2002 года в  Нижнеиртышский сельский округ входили три населённых пункта: Нижнеиртышское,  деревня Верблюжье,  деревня Тамбовка. 
Статус и границы сельского поселения установлены Законом Омской области от 30 июля 2004 года № 548-ОЗ «О границах и статусе муниципальных образований Омской области».

## Население
| 2010  | 2011  | 2012  | 2013  | 2014  | 2015  | 2016  |
| ----- | ----- | ----- | ----- | ----- | ----- | ----- |
| 1484  | ↘1478 | ↘1473 | ↘1451 | ↗1460 | ↘1434 | ↘1415 |
| 2017  | 2018  | 2019  | 2020  | 2021  | 2023  |       |
| ↘1410 | ↗1431 | ↗1445 | ↘1436 | ↘1309 | ↘1270 |       |

## Состав сельского поселения
| № | Населённый пункт | Тип населённого пункта       | Население |
| - | ---------------- | ---------------------------- | --------- |
| 1 | Нижнеиртышское   | село, административный центр | ↘1270     |